# 美瑛町立美馬牛小學校

美瑛町立美馬牛小學的三角形屋頂塔樓

美瑛町立美馬牛小學校是位於日本北海道上川郡美瑛町美馬牛南二丁目的公立小學，位於美馬牛車站旁約800公尺。以校舎中具有一個類似教會建築的三角形屋頂塔樓而著名，也因此成為一個觀光景點。
此校設在設計時希望建出一個像是「尖帽」的建築。在1991年，風景攝影師前田真三以此塔為主題出版了攝影作品集『山丘的塔』（塔のある丘），引起廣泛的注意，並吸引了大量觀光客到此拍照。
學校為了避免影響學校生活及學生，已禁止旅客進入校區，並在學校週邊張貼多項規定及建議。

## 沿革
- 1910年 - 設立美馬牛特別教授場。
- 1947年 - 改名為美瑛町立美馬牛小學校。
- 1984年 - 具有三角形屋頂的塔的校舍完工。